# 南六企業
南六企業股份有限公司，簡稱南六企業，是位於臺灣高雄市，以生產不織布及生物科技材料相關產品的企業。由黃清山創立於1978年高雄縣橋頭鄉（今高雄市橋頭區），其名稱得自黃清山出生地台「南」「六」甲（今台南市六甲區）。目前於高雄市橋頭區、燕巢區及中國大陸、印度皆設有廠房。

## 沿革
南六企業創辦人為黃清山，1950年生於台南六甲小農之家；嶺東商專會統科畢業後，黃清山於廚具公司擔任業務期間發現當時台灣瓦斯爐鋁箔墊需向日本進口，頗富商機，遂於1978年偕妻子、胞弟以父親出資的三萬元新台幣創業。公司名「南六股份有限公司」取自其出生地，以示不忘本。1985年之前，其生產的瓦斯爐鋁箔墊在台灣本地市佔率攀至第一，也跨足生產同屬廚房用品的菜瓜布。
1985年，黃清山跨足菜瓜布原料「不織布」，而後又涉入水織布生產。並以自家水織布創立面膜品牌「詩柔Silk Soft」，利用中華郵政做為銷售通路，因此號稱「郵局面膜」。此成績吸引日系保養品牌也來委請南六代工，市占率在2018年時約7成強。其開發拋棄式手術衣亦曾取得全球市佔第一之位。
2020年台灣因應Covid-19疫情時籌組「口罩國家隊」，南六企業也加入，除購製口罩機投產，並防疫物資原料供應則保持不漲價、不中斷。

## 營運概況
南六企業目前於台灣、中國大陸及印度設有工廠。台灣部分高雄橋頭廠1980年成立最早，燕巢廠次之。2008年中國大陸浙江平湖廠投產。2019年燕巢新廠完工，企業總部由橋頭轉移至燕巢新廠。印度廠則是2021年完工試運轉。
2020年時，營收中以濕紙巾、面膜的製造代工佔比三成八為最高，其他產品依序為熱風／熱壓布的二成六、水針布的二成三，以及醫療手術衣用布的一成三。其中近半（46%）銷往中國大陸。

## 慈善事業
南六企業長期向自助餐店訂購餐盒，供應六甲區弱勢老人；2020年12月3日並於自建中英廚房供餐。2020年Covid-19疫情期間，南六亦向國內外捐贈口罩，包括捐贈日本300萬枚；印度、美國、菲律賓、台灣聯合國協進會及台灣多所大專院校超過300萬枚；18個有駐台單位國家各20萬枚等。

## 外部連結
- 官方网站